# Жутогруди капуцин
Жутогруди капуцин (лат. Cebus xanthosternos) је врста примата (Primates) из породице капуцина и веверичастих мајмуна (Cebidae). 

## Распрострањење
Ареал врсте је ограничен на једну државу. Источни Бразил је једино познато природно станиште врсте.

## Станиште
Станиште врсте су шуме. 

## Угроженост
Ова врста је крајње угрожена и у великој опасности од изумирања.